# Уральські козаки

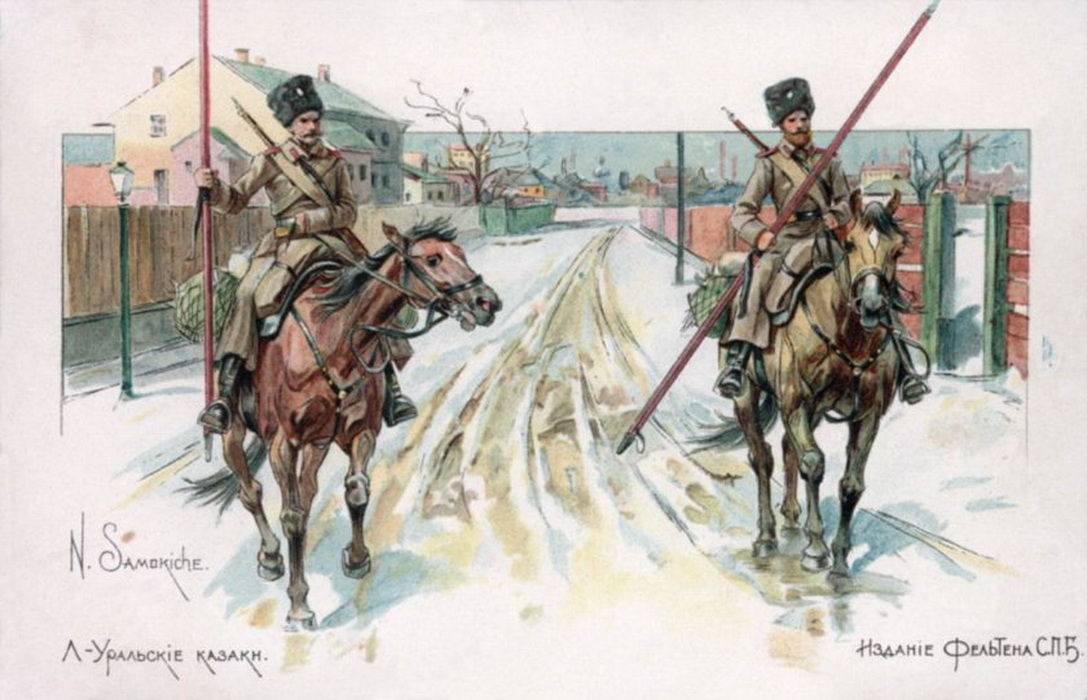
Уральські козаки (М. Самокиш)

Ура́льскі козаки́ (ура́льці) або Ура́льське коза́цьке ві́йсько (до 1775 і в 1917 — Яї́цьке коза́цьке ві́йсько) — одна з найдавніших груп козаків в Росії. Розміщувалися на заході Уральської області (нині північно-західні області Казахстану і південно-східна частина Оренбурзької області), по середній і нижній течії річки Урал (до 1775 — Яїк). Центр — Уральськ (до 1775 називався Яїцьке містечко).

## Історія

### Рання історія
Вільні громади яїцьких козаків утворилися в кінці XV століття на річці Яїк. За традиційною московською версією, як і всі виниклі у той час групи козаків (запорізькі козаки, донські козаки), яїцькі козаки формувалися з переселенців з Московської держави. Їх основними заняттями були рибальство, здобич солі, мисливство. Військо керувалося кругом, який збирався в Яїцькому містечку (на середній течії Яїка). Всі козаки мали подушне право на користування угіддями і участь у виборах отаманів і військової старшини.
За історичним переказом, що приводиться в усіх дослідженнях про Уральське козацьке військо, мовиться про те, що в XV—XVI століттях яїцькі козаки не мали постійних родин. Дружину козак привозив з набігу, а відправляючись в інший, кидав її, «здобуваючи» собі нову. Але одного разу серед козаків на Яїці з'явився Гугня, прийшов він чи то з Дону, чи то з інших місць, але головне, що прийшов він зі своєю дружиною і кидати її не погоджувався. З цією Гугніхи нібито старий звичай був залишений. Швидше за все, що легенда ця мала під собою реальні підстави, до самого XIX століття уральські козаки ставили в церквах свічки на згадку про бабусю Гугніху.
З другої половини XVI століття російський уряд залучав яїцьких козаків для охорони південно-східних кордонів і військової колонізації, дозволяючи їм спочатку прийом утікачів. У 1718 році уряд призначив отамана і його помічника; частина козаків оголошена втікачами і підлягала поверненню на колишнє місце проживання.
У 1720 році відбулися заворушення яїцьких козаків, які не підкорялися наказу царських властей про повернення втікачів і заміну виборного отамана призначеним. У 1723 заворушення було придушено, керівників — страчено, виборність отаманів і старшини скасовано. Після чого військо виявилося розділеним на старшинську і військову сторони, в якій перші трималися уряду, як що гарантує їх положення, другі вимагали повернути традиційне самоврядування. У 1748 році була введена постійна організація (штат) війська, розділеного на 7 полків; військовий круг остаточно втратив своє значення.

## Пугачовське повстання
Незадоволеність новими порядками викликала Яїцьке козацьке повстання 1772 року і участь яїцьких козаків в Селянській війні 1773—1775. Повстання 1772 року, на відміну від Пугачовського, мало відоме. Глуха згадка про нього зустрічається в «Капітановій дочці» Пушкіна, коли при першій зустрічі Петруши Грінева з самозванцем, той в придорожньому трактирі обговорює з господарем таємною мовою поразку козаків. У січні 1772 року в Яїцьке містечко прибувають генерал-майор фон Траубенберг і капітан гвардії Дурново із загоном. Розбираючи різні тяжби і провини, фон Траубенберг без роздуму піддає прочуханці козаків, не звиклих до такого поводження з собою. Зрозуміло, що гнів вилився в бунт, загін урядових військ, що прийшов, і сам фон Траубенберг буквально були порубані на шматки, а заразом дісталося і військовому отаманові Тамбовцеву, що намагався захистити генерала.
У травні 1772 року оренбурзький генерал-губернатор Рейнсдорп споряджає каральну експедицію для придушення бунту. Генерал Фрейман розсіяв козаків, очолюваних майбутніми пугачевськимі генералами І. Пономаревим, І. Ульяновим, І. Зарубіним-Чикою, і 6 червня 1772 року зайняв Яїцьке містечко. Потім послідували страти і покарання, призвідників, яких зуміли схопити, четвертували, іншим рвали ніздрі, відрізували язики і вуха, клеймили лоби.

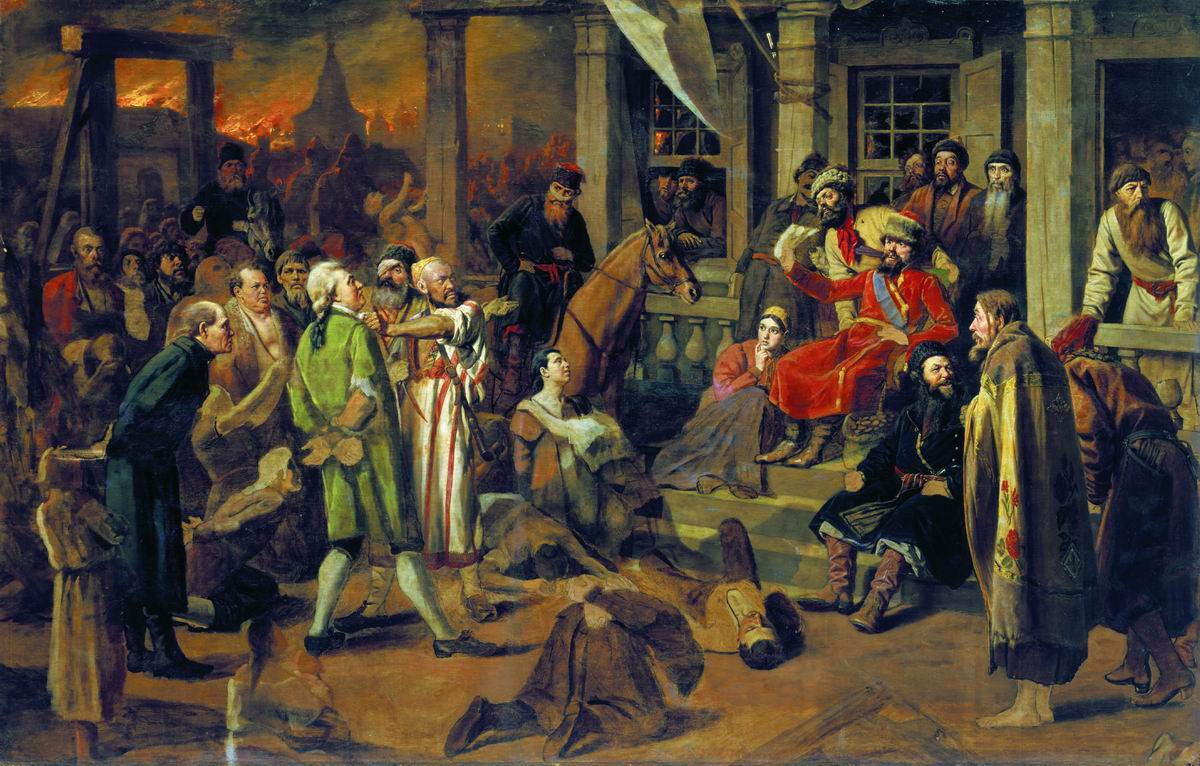
Василій Перов «Суд Пугачева»

Край в ту пору був глухим, тому багатьом вдалося сховатися в степу на віддалених хуторах. Послідував указ Катерини II — «Сім високим велінням забороняється до майбутнього нашого указу сходитися в круги по колишньому звичаю». У Яїцькому містечку, у фортеці Михайло-Архангельського собору розмістили постійний гарнізон на чолі з комендантом підполковником Симоновим і капітаном Криловим, батьком майбутнього байкаря Івана Андрійовича Крилова.
Початок повстання в 1773 році було по суті продовженням попереднього, оскільки репресіями царський уряд лише загнав незадоволеність углиб і при першому ж приводі воно знов вирвалося назовні, тепер уже вилившись в трирічну війну, де до козаків приєдналися скривджені «інородці» — башкири, казахи, і величезна мужицька Росія. Слух про те, що в землях війська ховається і бродить по Яїку з весни 1773 року «цар Петро Федорович», що не був убитий своєю «дружиною» (Катерина II), а вижив і вимагає допомоги для повернення на престол. Більшість тих, що знали утікача донця Пугачова, звичайно знали правду. Козаки, особливо ті, що ховалися по хуторах після 1772 року, тільки чекали приводу для виступу, самозванець такий привід їм дав.
Похід почався 17 вересня 1773 року, з Бударінського форпосту (нині селище Бударіно Західно-Казахстанської області) до Яїцького містечку попрямували близько 200 чоловік, і хоча місто узяти не вдалося, частина козаків направлених назустріч повсталим перейшло на їх сторону. Козаки, що підтримали «государя амператора Петра», були основною військовою силою Пугачова, взяли разом з ним ряд перших перемог, узявши по дорозі до Оренбурга фортеці Розсипну, Ніжньоозерну, Татіщевську, без бою Чорнореченську фортецю, потім Каргалінську (Сєїтову) слободу і Сакмарське містечко, протягом напівроку безуспішно облягали Оренбург, в цей час армія самозванця безперервно поповнювалася загонами селян, уральських заводських робочих, башкир, татар, калмиків, казахів. У листопаді козаками на чолі з Овчинниковим і Зарубіним-Чикою була розбита експедиція під командуванням генерал-майора Кара.
У цей же час в Яїцькому містечку під командуванням отамана Толкачева починається облога фортеці Михайло-Архангельського собору — «ретраншмента». На початку січня 1774 сюди ж підійшов загін отамана А. А. Овчинникова, а услід за ним приїхав і сам Пугачов. Він узяв на себе керівництво бойовими діями проти обложеної городової фортеці, але після невдалого штурму 20 січня повернувся до свого війська під Оренбург. У самому кінці січня Пугачов знову з'явився в Яїцькому містечку. Козаки, бажаючи міцніше прив'язати його до війська, одружили царя на молодій козачці Устини Кузнецової, після весілля поселивши їх в будинку колишнього військового отамана Бородіна. Пугачов збирає військовий круг, на якому військовим отаманом вибрали Каргіна, а старшинами — Перфіл'єва і Фофанова. У тому ж місяці отаман Овчинників зробив похід в пониззя Яїка, до Гур'єва містечка, штурмом опанував його кремлем, захопив багаті трофеї і поповнив загін місцевими козаками, привівши їх в Яїцьке містечко.
У березні 1774 у стін Татіщевої фортеці війська генерала П. М. Голіцина завдали поразки повстанцям, Пугачов відійшов до Бердської слободи, що залишавшийся у фортеці Овчинників прикривав відхід поки не кінчилися гарматні заряди, а потім з трьома сотнями козаків прорвався через ворожі лави і відійшов до Нижньоозерної фортеці. В середині квітня 1774 козаки, очолювані Овчинниковим, Перфіл'євим і Дехтяревим, виступили з Яїцького містечка проти бригади генерала Мансурова. В бою 15 квітня біля річки Биковки пугачовці зазнали важкої поразки (серед сотні козаків, полеглих в бою, був і отаман Дехтярев). Після цієї поразки Овчинників зібрав розрізнені козацькі загони і глухими степами вийшов до Пугачова у Магнітної фортеці. Послідував чи то похід, чи то втеча по Уралу, Прикам'ю і Поволжжю, Башкирії, узяття Казані, Саратова, Камишина. Переслідувані військами Михельсона, козаки втрачали своїх отаманів, кого полоненими — як Чику-Зарубіна під Уфою, кого убитими. Військо то перетворювалося на жменьку козаків, то знову наповнювалося десятками тисяч мужиків.
Після того, як стурбована тривалістю бунту Катерина направила війська з турецьких меж на чолі з Суворовим, і важкі поразки посипалися одне за одною, верхівка козаків вирішила отримати прощення шляхом здачі Пугачова. Між степовими річками Узенямі вони зв'язали і видали Пугачова урядовим військам. Суворов особисто допитував самозванця, а після очолив конвоювання посадженого в клітку «царя» до Москви. Основні сподвижники з числа яїцьких козаків — Чика-Зарубін, Перфіл'єв, Шигаєв були засуджені до страти разом з Пугачовим. Після придушення повстання в 1775 Катерина II видала указ про те, що в цілях повного віддання забуттю смути Яїцьке військо перейменовується в Уральське козацьке військо, Яїцьке містечко в Уральськ, військо втратило залишки минулої автономії.

## Уральське козацьке військо

Землі Уральського війська

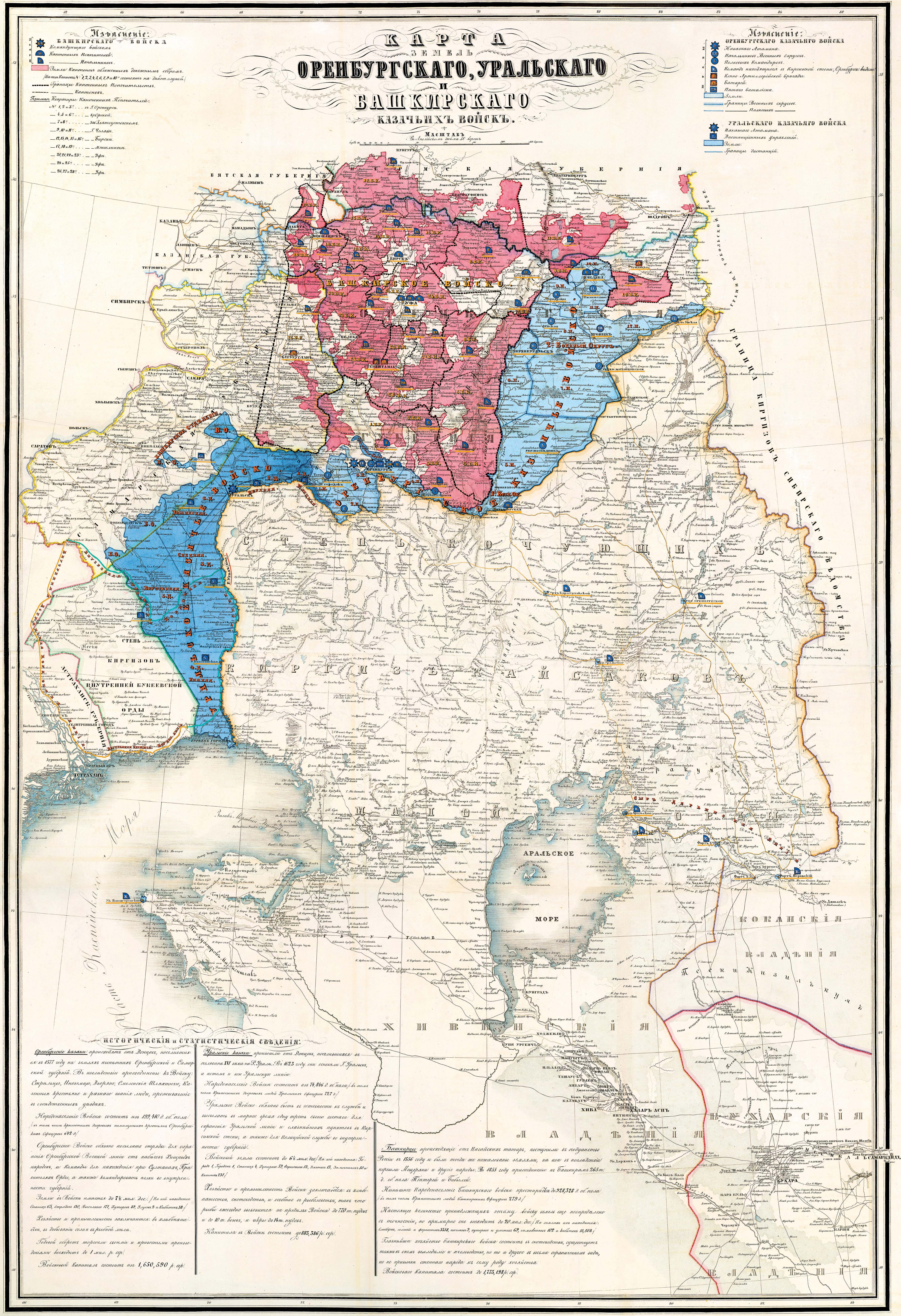
Карта земель оренбурзького, уральського і башкирського військ

На чолі уральського козацтва були поставлені наказний отаман і військове управління. З 1782 року воно керувалося то астраханським, то оренбурзьким генерал-губернатором. У 1868 році було введено нове «Тимчасове положення», по якому Уральське козацьке військо було підпорядковане генерал-губернатору (він же наказний отаман) знов утвореної Уральської області. Територія Уральського козацького війська становила 7,06 млн га і ділилася на 3 відділи (Уральський, Лбіщенський і Гур'євський) із населенням (1916) 290 тисяч чоловік, зокрема козацького — 166,4 тисяч чоловік в 480 населених пунктах, об'єднаних в 30 станиць. 42 % козаків були старообрядцями, невелика частина складалася з калмиків, татар, казахів і башкир. У 1908 році до Уральського козацького війська були приєднані ілецькі козаки.
Треба сказати, що тема старообрядництва завжди була украй чутливою для уральців. Історично склалося так, що під час никонівських реформ Яїцьке військо мало повну автономію, а також територіально було сильно віддалено від Московського царства, внаслідок чого зберегло віру й обряди незмінними, якими вони були в XIV–XV століттях, під час появи предків на берегах Яїка. Ізольоване від бурхливих церковних змін, військо і згодом рахувало за гріх відступ від успадкованої віри і обрядів. Більшість бунтів і заколотів протягом XVIII і особливо XIX століть були в більшості своїй безпосередньо зв'язані і з посяганнями уряду на духовне життя яїцьких, уральських козаків. Однією з причин бунтів проти видачі втікачів з Уралу було бажання захистити братів — прихильників старої віри, що втікали від гонінь у тому числі і на Яїк. Як і всі старовіри, козаки страшилися складання яких-небудь реєстрів, особистих документів, вимог носіння уніформи. Одним із прикладів може служити так званий «бенкет Кочкина» — заворушення, пов'язані з уведеням форми для війська в 1803 році. Коли оренбурзький генерал-губернатор Волконський отримав звістку, про те, що козаки відмовляються одягати одяг з «антихристовими знаками», був висланий батальйон під командуванням якогось Кочкина. Відбулося жорстоке покарання: «Їх шмагали на снігу за містом. Вони скидали з себе одяг і голі валилися на мерзлу землю: — Хоч померти на грудях рідної землі у своєму людському обличчі!» (В. П. Правдухін). Лише з уведенням так званого «єдиновірства», коли в церквах, що формально належать офіційній церкві, дозволялося проведення служб протопопами з козаків за старим статутом і за старопечатними книгами, настало деяке затишшя.
Розгроми старовірських скитів до середини XIX століття привело до відділення певної частини козаків до «беспоповців», появі на Уралі «австрійської віри», велика ж частина остаточно перейшло до «єдиновірства». Втім, державні мужі прямо свідчили, що «козаки Війська Уральського все взагалі з дружинами і дітьми суть старообрядці», отаман Столипін, пропонує митрополитові Антонію не проводити напучення розкольників: «Козаками, Ваше преосвященство, треба бути дуже обережним: гнути треба, але треба і парити, порушити пугачовщину дуже і дуже легко!» і докладаючи в звіті шефові жандармів В. А. Долгорукову від 6 грудня 1859 р. що «всі 67 тисяч уральських козаків по одностайній згоді і добровільному потягу приєдналися до єдиновірства», але за іншим свідченням — «Мудро тільки, щоб козаки здалися: це не мужики, якими уряд звик зневажати як завгодно». «Дійсне придбання для православ'я відбудеться тільки в наступному поколінні, яке не залишиться нехрещеним», — писав А. Д. Столипін.
Основним заняттям уральських козаків, що забезпечувало війську неабиякий достаток, у всі часи було рибальство. Багата осетровими річка Урал — давала в Царській Росії основний «врожай» чорної ікри і червоної риби. Вище за Уральськ козаками був побудований учуг, пристосування з колод, пізніше із залізних арматурин, що не дозволяє великій рибі піднятися вище по річці. Право на побудову учуга, підтверджене багатьма законодавчими актами, становило один з важливих і старовинних привілеїв Уральських козаків. Простір перед учугом охоронявся караулом, озброєним аж до гармат. Всі правила рибного полювання були розписані до найдрібніших подробиць, існували зимові, весняні, осінні сезони лову, періоди спокою, коли під час нересту заборонявся навіть дзвін в церквах, не то що поява на річці. Розуміючи, що благополуччя війська повністю залежить від риби, військо строго дотримувало правила, сприяючи регулярному відтворенню осетрових. «Головний промисел і вправа яїцьких козаків полягає в рибному лові, який ніде в Росії так добре не обговорена і законами не обмежена, як в тутешньому місці», — писав в XVIII столітті академік Паллас. Уральське рибне господарство вважалося передовим по Росії, основні його дійства були багато разів описані в художній літературі, зокрема Далем, Короленком, Федіним, уральцями Желєзновим і Савічевим.
Правила рибного лову останній раз систематизувалися Н. А. Бородіним, уральським козаком, ученим-іхтіологом, випускником Петербурзького університету, піонером штучного розведення осетрових на Каспії для підтримки популяції. «Правила рибальства в Уральському козацькому війську» наголошували:
- Рибальства морські:
  1. Весняний курхай («курхай»).
  2. Осінній курхай («спекотне»).
  3. Аханноє (зимове).
- Річкові:
  1. Севрюжача плавня або плавня весняна («севрюги»).
  2. Осіння плавня («плавня»).
  3. Багрен'є (зимове).
  4. Зимове невідне гур'євське («зимові неводи»).
- Другорядні рибальства: I. Що проводяться під наглядом отаманів рибальств:
  1. Узенське (осіннє і зимове).
  2. Челкарське (зимове).
- Вільні рибальства:
  1. Лов по старицях під час весняної плавні і взагалі весняний лов в чорних водах (неводами).
  2. Зимовий лов в закритих старицях (неводами).
  3. Вільний лов (зимою) по чорних водах, не закритих (неводами).
  4. Лов сижами і режаками по Уралу (зимою).
  5. Багорчикове рибальство (зимою з Каленовського форпосту вниз по Уралу).

Найвідомішим і оригінальнішим способом було багрен'є, лов червоної риби баграми, який проводився під льодом від Уральського учуга і далі вниз Уралом на так званих зимувальних ямах (ятовях). За сигналом — ударом гармати козаки, що зібралися на березі, бігом спускаються на лід і, прорубуючи його, опускають у воду багор і підчіплюють ним рибу, що лежить в ятові або піднімається з неї. Козаки об'єднуються звичайно в артілі від 6 до 15 чоловік. Проводиться в грудні і розділяється на:
1. «презентне» або «перший кус» (один день), для представлення твору цього лову до Імператорського двору (треба сказати, що до XX століття, коли улови падали, зібрати козаків на царський лов ставало проблемою);
2. мале в середині грудня (5 днів) і 3) велике, через 10 днів після малого, протягом 8 днів. Багрен'є становило виняткову приналежність Уральського краю, майже не найстародавніше рибальство. Принаймні, порядок, яким воно проводився, міг виникнути тільки при надзвичайній великій кількості риби.

Під час весняних і осінніх плавнів визначалися, так звані рубежі, які риболови повинні проходити в добу. Військове правління призначало щорічно час, коли саме лов риби повинен починатися і закінчуватися. Для нагляду за порядком лову призначалися особливі плавневі отамани. У призначений для початку лову день, за сигналом, поданим пострілом з гармати, козаки, що зібралися на перший рубіж, сідали в опущені напередодні у воду свої будари (човни) і мчали за течією Уралу, прагнучи обігнати один одного, сподіваючись на рясніший лов попереду інших. Вздовж берега за ними слідували місцеві і іногородні купці, що скуповували впійману рибу для негайного засолу і приготування ікри тут же на березі. З початку червня всякий лов в Уралі, нижче учуга, поблизу міста Уральська, і в морі припинявся до середини серпня, під страхом кримінального переслідування за порушення заборони.
Іншим основним заняттям було конярство на степових хуторах. Землеробство ж було розвинене слабо, середній наділ на сім'ю становив 22 га, значна частина земель через непридатність і віддаленість не використовувалася. На відміну від інших козацьких військ, в Уральському козацькому війську не був виділений військовий запас, тобто запасний земельний фонд, а військовий капітал був загальним без виділення станичних капіталів. Військо мало подовжений термін служби (з 19 років до 41 року). У мирний час виставляло 3 кінних полки (16 сотень), сотню в Лейб-гвардії звідний-козацький полк і 2 команди (всього 2973 чоловік). Серед інших козацьких частин Російської імперії уральці виділялися зовнішнім виглядом — більшість з них не голила борід, хоча кількість старовірів у війську протягом XIX століття зменшувалася.

## Туркестанські походи
Уральське козацьке військо брало участь майже у всіх війнах, які вела Росія. У 1798 році два полки брали участь в Італійському і Швейцарському походах Суворова. Під час Франко-російської 1812 року Уральські 3-й і 4-й козацькі полки — у складі Дунайської армії адмірала Чічагова, в закордонних походах — в корпусах генералів Ф. К. Корфа і Дохтурова. Козаки брали участь в російсько-турецькій війні 1828—1829 років і придушенні Польського повстання 1830—1831 року. Під час Кримської війни з Уральського козацького війська було відряджено два полки.
Будучи своєрідною прикордонною вартою, козаки регулювали кочові переміщення казахських родов через Урал і назад, приймали на себе набіги кокандських, бухарських і хивінських «харцизяк», казахів, скривджених заняттям найкращих степових пасовищ, брали участь в придушенні повстань, що періодично піднімалися. Тому не випадково, що в час середньоазійських походів уральські козаки були головною кавалерійською силою, збереглася безліч пісень про узяття Ташкенту і Коканду, одна з вулиць Уральська досі носить ім'я Чекменной на честь узяття Чимкенту (Чекменя у вимові козаків).
Треба сказати, що спочатку козаки турбували ногайські, хивінські, кокандські і бухарські володіння набігами за своєю ініціативою, подібно до того, як запоріжці — землі Польщі і турецького султана. З набігів привозили здобич, коней, в обов'язковому порядку — «дружин хивінських». Походи були як успішними, так і украй невдалими. Так наприклад згадується похід козаків на Бухару в 1605 році. «Долаючи страшні труднощі, вони, нарешті, дісталися до Бухари, узяли столицю нападом, перебили масу народу і награбували багату здобич; але по дорозі назад, переслідувані доведеним до відчаю ворогом, вони всі загинули від голоду і спраги в безводих пустелях Середньої Азії».
Вперше в сумісний з регулярною армією похід до Хиви яїцькі козаки відправилися з експедицією князя Бековича-Черкаського в 1714—1717 роках. Яїцькі козаки становили 1500 чоловік з чотирьохтисячного загону, що відправився з Гур'єва уздовж східного берега Каспія до Аму-Дар'ї. Похід, що був одній з авантюр Петра I, склався вкрай невдало. Більше чверті зі складу загону загинула через хвороби, спеку і спрагу, інші або загинули в боях, або полонені і страчені, у тому числі і начальник експедиції. До яїкських берегів змогли повернутися лише близько сорока чоловік.
Після поразки астраханський генерал-губернатор Татіщев почав організовувати гарнізони вздовж хивінського кордону. Але козаки змогли переконати царський уряд залишити Яїк під своїм контролем, натомість обіцяли за свій рахунок облаштувати кордон. Почалося будівництво фортець і форпостів уздовж всього Яїка. З того часу почалася прикордонна служба яїцького війська, час вільних набігів закінчився.
У наступний похід на Хиву уральці відправилися в 1839 році під командуванням оренбурзького генерал-губернатора Перовського. Зимовий похід був погано підготовлений, і хоч і не був таким трагічним, проте в історію увійшов як «нещасний зимовий похід». Від нестатку кормів загін втратив велику частину верблюдів і коней, в зимові бурани пересування ставало неможливим, постійна важка робота привела до знемоги і хвороб. На півдорозі до Хиви від п'ятитисячного загону залишилося половина і Перовський ухвалив рішення повернутися.
З середини 1840-х почалося протистояння з Кокандським ханством, оскільки прийнявши казахські жузи під свою владу, Росія фактично вийшла до Сирдар'ї. Під приводом захисту підопічних казахів, а також запобігання викраданням своїх підданих в рабство, почалося будівництво гарнізонів і фортець від гирла Сирдар'ї на схід, і уподовж Ілі на південний захід. Під командуванням оренбурзьких генерал-губернаторів Обручева, Перовського уральці штурмують кокандські фортеці Кумиш-Курган, Чим-Курган, Ак-Мечеть, Яна-Курган, після завершення будівництва прикордонної Туркестанської лінії беруть участь в численних битвах під командуванням Черняєва, штурмують Чимкент і Ташкент, потім вже під командуванням фон Кауфмана беруть участь в підкоренні Бухари і успішному Хивинському поході 1873 року.
Одним з найвідоміших епізодів в період підкорення Коканду є Іканська справа — триденна битва сотні козаків під командуванням осавула Сєрова у кишлаку Ікан недалеко від міста Туркестану. Відправлені на розвідку перевірити відомості про помічені загони кокандців, сотня зустрілася з армією Кокандського ханства, що прямувала для взяття Туркестану. Два дні уральці тримали кругову оборону, використовуючи як захист тіла убитих коней, а потім не дочекавшись підкріплення, вишикувавшись в каре, пробивалися через кокандську армію, поки не з'єдналися з направленим на виручку загоном. Всього козаки втратили в бою більше половини людей убитими, майже всі хто залишилися в живих були важко поранені. Всі вони були нагороджені солдатськими Георгіями, а Сєров — орденом Св. Георгія 4-го класу.
Втім активна участь у туркестанських походах не рятувала уральців від царських репресій. І наказний отаман Верьовкін із тим же завзяттям, з яким він брав в 1873 році з уральцями Хиву, в 1874 році шмагав і висилав козаків-старовірів на Аму-Дар'ю, чиї переконання не приймали написані ним положення про військову повинність.
Завершували епоху середньоазійських завоювань походи на Хиву в 1879—1881 роках.

### Уральські козаки в Першій світовій і Громадянській війнах

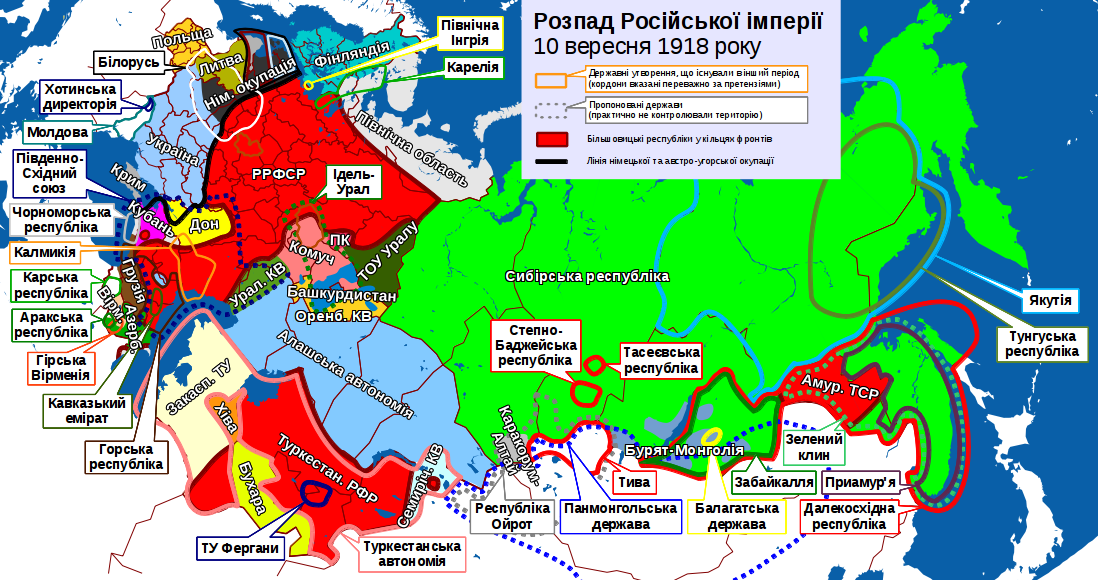
Область, контрольована уральськими козаками у вересні 1918 року на карті розпаду Російської імперії

Війни XX століття почалися для уральців з Російсько-японської, куди були направлені 4-й і 5-й Уральські козацькі полки (у складі Урало-Забайкальської дивізії). На згадку про цю війну залишилося селище Порт-Артур в приуральському степу.
Під час Першої світової війни військо виставило 9 кінних полків (50 сотень), артилерійську батарею, гвардійську сотню, 9 особливих і запасних сотень, 2 команди (всього на 1917 рік понад 13 тисяч чоловік). За відвагу 5378 уральських козаків і офіцерів було нагороджено Георгіївськими хрестами і медалями.
Після жотневого перевороту 1917 уральських козаків спіткала та ж трагедія, що і більшість козацьких військ Росії. Зайнявши спочатку нейтральну позицію як до новоявлених володарів Росії (більшовиків), так і до їх супротивників, козаки лише прагнули зберегти свої внутрішні порядки, не допускаючи влади Рад над ними. Активно ж протидіяти козаки, особливо фронтовики, не хотіли, і спочатку і не намагалися, на чолі перших розрізнених заколотів стояли люди похилого віку, що дбали за Віру і Давнину.
Але ніж далі проявляли себе нова влада, тим спекотніше ставав і опір, Громадянська війна понеслася по уральських землях. У березні 1918 році козаки розігнали у себе в Області більшовицькі ревкоми і знищили послані на придушення повстання каральні війська. У 1919 році в низов'ях Уралу військо вибрало собі отамана. Їм став козак станиці Гур'євської генерал-майор Толстов. На чолі з новим отаманом В. С. Толстовим козаки склали кістяк Уральської армії, що входила до складу військ під командуванням Колчака.
Епізоди тих подій можна знайти в легендарному радянському фільмі «Чапаєв» і в однойменній книзі Д. А. Фурманова. Розгром штабу 25-ї стрілецької (майбутньої Чапаєвської) дивізії в станиці Лбищенської був останнім вдалим боєм війська. Далі послідували поразки за поразками, залишки війська скачувалися все нижче і нижче по Уралу до Каспію. Після узяття червоними Гур'єву в січні 1920 році на чолі з Толстовим козаки попрямували в Форт-Александровський, щоб звідти на поромі переправитися на кавказький берег до Деникіна. Зимовий похід в крижаній пустелі привів до того, що з 15-тисячного загону до Форту-Александровського вишли лише 2 тисячі обморожених і голодних козаків. На цей час похід втратив будь-який сенс, оскільки і на півдні Росії білий рух зазнав поразки. Залишившиєся здатними пересуватися близько шестисот уральців через Мангишлак і Туркменістан пішли до Ірану, далі їх розкидало по всьому світу. Розгром на полях битв доповнили епідемії тифу і іспанки. Станиці по всьому Уралу вимерли більш ніж на половину.
У 1920 році Уральське козацьке військо ліквідоване.
Напевно не меншим нещастям, чим розгром, можна вважати те, що не знайшлося серед уральців такого таланту, хто зміг би протиставити «Чапаєву» свій «Тихий Дон».
В 1930-х роках багато хто з козаків, що залишилися або повернулися, піддався більшевистським репресіям. На відміну від Донського, Кубанського або Терського військ, частини яких Сталін перед самою війною відновив, Уральське військо пішло в історію назавжди.
Наразі декілька громадських організацій намагаються відродити звичаї Уральського козацтва.

## Висланні Уральські козаки
Найповніше культура, обрядовість і говір уральських козаків збереглися не на їх історичній батьківщині, а в Каракалпакії, куди вони були частково вислані в XIX столітті. Причина цього — ізольованість від російського народу і строго дотримувана висланцями старообрядчеські традиції, що не допускають змішення з іновірцями. Причинами висилки уральців стали непокора новому «Положенню про військову службу, суспільному і господарському управлінні Уральським козацьким військом» і заколот в 1874 році уральських козаків-старообрядців Уральського козацького війська. Висилка проходила в два етапи. У 1875 році — переселення уральських козаків-старообрядців, а в 1877 році — сімей уральців висланців.
Нині уральці-старообрядці Каракалпакстану представляють окрему етно-конфесійну групу (субетнос), яка має:
- Етнічну самосвідомість (вважає себе окремим народом);
- Самоназву — уральські козаки або уральці (дана самоназва збереглася, незважаючи на вказівку в офіційних документах і паспортах в графі національність — росіяни);
- Певну територію розселення і компактність;
- Конфесійну особливість — старообрядність;
- Особливий діалект;
- Специфіку традиційної культури (господарства, житла, одяг, харчування, сімейно-побутовою, календарною і релігійною обрядовістю).

Схожа старообрядчеська група відома також в гирлі Сирдар'ї (див. Казалінськ).